# 于厚德
于厚德（1925年—1984年），男，山东海阳人，中华人民共和国军事人物，曾任江西省革命委员会副主任，第六届全国人大代表。